# Thomas Custer

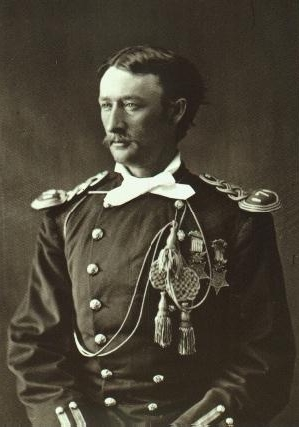
Thomas Custer

Thomas Ward Custer (* 15. März 1845 in New Rumley, Ohio; † 25. Juni 1876 am Little Bighorn, Montana) war Hauptmann und Brevet Oberstleutnant der United States Army. Er wurde während des Sezessionskrieges zweifach mit der Medal of Honor ausgezeichnet und fiel während der Indianerkriege unter dem Kommando seines älteren Bruders George Armstrong Custer in der Schlacht am Little Bighorn.

## Leben

### Sezessionskrieg
Custer wurde als dritter Sohn Emanuel und Maria Custers geboren und verpflichtete sich 1861 im Alter von 16 Jahren bei der Armee. Im Rang eines Private nahm er am amerikanischen Bürgerkrieg teil. Unter anderem kam er in den Schlachten am Stones River, von Chattanooga und am Atlanta-Feldzug zum Einsatz. 1864 erhielt er im Alter von 20 Jahren den Rang eines Korporals und diente seinem Bruder im letzten Kriegsjahr als persönlicher Adjutant. Während des Krieges wurde er zweifach mit der Medal of Honor ausgezeichnet und war damit der erste von bisher 19 Soldaten, denen diese Auszeichnung zweifach verliehen wurde.

### Indianerkriege
1866 wurde Custer zum Oberleutnant des 7. US-Kavallerieregiments ernannt, mit dem er 1868 auch am Massaker am Washita teilnahm, wobei er verwundet wurde. Daneben beteiligte er sich an der Reconstruction und nahm an den Yellowstone und Black Hills Expeditionen teil. 1874 war er an der Festnahme von Rain in the Face für den Mord an Dr. John Honsinger beteiligt. 1875 wurde er zum Hauptmann befördert. 1876 wurde er zusammen mit seinem Bruder in der Schlacht am Little Bighorn (vermutlich von Rain in the Face) getötet.
Thomas Custer wurde zunächst auf dem Schlachtfeld bestattet, später jedoch exhumiert und auf dem Fort Leavenworth National Cemetery beigesetzt. An seiner ursprünglichen Grabstätte wurde ein Gedenkstein aufgestellt.